# Redsquare
Redsquare (em coreano: 레드 스퀘어; RR: Redeuseukweeo, estilizado como REDSQUARE) é um girl group sul-coreano de cinco membros formado pela About Entertainment e gerenciado pela ICONIC Music & Entertainment. O grupo estreou em 19 de maio de 2020, com seu único álbum "Prequel". 

## História

### Pré-estréia
As 4 integrantes do Redsquare: Green, ChaeA, Ari e Bomin são ex-membros do Good Day, um grupo feminino formado pela C9 Entertainment. O grupo estreou no dia 30 de agosto de 2017, com seu único EP "All Day Good Day".  Após a estreia, Green participou do programa de sobrevivência The Unit com 5 outros membros.  No entanto, ela foi eliminada durante a primeira rodada de eliminação e ficou em 46º lugar.
Lina estreou originalmente como artista solo em About Entertainment, usando o nome artístico de Blenn, com seu único álbum "Do I Feel" em 16 de março de 2020.  Ela também apareceu em produções musicais e endossou a marca de cosméticos "LUI & LUI".

### 2020: Debut, nova empresa
Em 23 de março de 2020, About Entertainment anunciou que iria estrear seu primeiro girl group de 5 membros e posteriormente lançou o primeiro teaser.  A companhia lentamente revelou os membros com suas iniciais, seguidas de seus nomes artísticos completos. 
O grupo estreou em 19 de maio de 2020 com seu único álbum "Prequel", ao lado do videoclipe do single principal "ColorFull". Também incluído na prequel estava um B-Side instrumental "Spoiler" de 46 segundos, que só estava acessível no CD físico do álbum.
Em 31 de dezembro de 2020, o grupo anunciou que assinou contrato com uma nova empresa Iconic Music & Entertaiment (ICONICMnE), uma divisão da empresa de entretenimento Taewon Entertainment. 

## Membros
- Green (그린)
- Lina (리나)
- ChaeA (채아)
- Ari (아리)
- Bomin (보민)

## Discografia

### Álbuns individuais
| Título  | Detalhes | Melhores posições nas paradas | Vendas       |
| Título  | Detalhes | KOR                           | Vendas       |
| ------- | --- | ----------------------------- | ------------ |
| Prequel | - Lançado: 19 de maio de 2020 - Gravadora: About Entertainment, YG Plus - Formatos: CD, download digital, streaming | 38                            | - KOR: 1,731 |

### Singles
| Título      | Ano  | Melhores posições nas paradas | Álbum   |
| Título      | Ano  | KOR                           | Álbum   |
| ----------- | ---- | ----------------------------- | ------- |
| "Colorfull" | 2020 | —                             | Prequel |

## Filmografia

### Videoclipes
| Título      | Ano  | Diretor(es) | Notes |
| ----------- | ---- | ----------- | ----- |
| "Colorfull" | 2020 | Unknown     |       |